# Titiotus humboldt
Espèce
Titiotus humboldt est une espèce d'araignées aranéomorphes de la famille des Zoropsidae.

## Distribution
Cette espèce est endémique de Californie aux États-Unis,. Elle se rencontre dans les comtés de Humboldt, de Mendocino, de Shasta, de Siskiyou, de Tehama et de Trinity.

## Description
Le mâle holotype mesure 11 mm et la femelle paratype 12 mm.

## Étymologie
Son nom d'espèce lui a été donné en référence au lieu de sa découverte, le comté de Humboldt.

## Publication originale
- Platnick & Ubick, 2008 : A revision of the endemic Californian spider genus Titiotus Simon (Araneae, Tengellidae). American Museum novitates, no 3608, p. 1-33 (texte intégral).